# Schwabinger Gisela
Die Schwabinger Gisela (bürgerlich Gisela Jonas-Dialer; * 24. Januar 1929 in Moers; † 25. Juli 2014 in München) war eine deutsche Chansonsängerin. Mit ihrem 1952 in München-Schwabing eröffneten Lokal Bei Gisela wurde sie zu einer Institution. Bei ihr trafen sich Menschen aus verschiedenen gesellschaftlichen Schichten und Altersklassen sowie prominente Gäste.

## Leben
Die Schwabinger Gisela war das älteste von sechs Kindern. Sie bestand die Aufnahmeprüfung an der Folkwangschule in Essen, wo sie Ausdruckstanz studierte. Als sie nach dem Krieg diese Ausbildung aus finanziellen Gründen nicht mehr fortsetzen konnte, entschloss sie sich, Rennfahrerin zu werden. Sie begann eine Lehre als Kfz-Mechanikerin, die sie jedoch nicht beendete. Vielmehr kam sie auf Umwegen nach München, wo sie zunächst im Schwabinger Künstlerlokal Mutti Bräu kellnerte und hinter der Theke stand. Nach kaum drei Jahren machte sie sich 1952 selbständig und eröffnete als seinerzeit jüngste Wirtin Deutschlands ihr eigenes, schon bald berühmtes Lokal Bei Gisela in der Schwabinger Occamstraße 8, das bis heute – seit 2006 unter dem neuen Namen Vereinsheim – eines der bekanntesten Münchner Kleinkunstlokale ist.
Jeden Abend betrat sie die Bühne ihres kleinen Lokals und sang mit dunkler, rauchiger Stimme Chansons, von denen die Schwabinger Laterne oder der Nowak zu ihren bekanntesten zählen. Zu ihren Gästen gehörten u. a. Erich Kästner, Ruth Leuwerik, Prinzessin Soraya, Leonard Bernstein, Franz Josef Strauß, Kirk Douglas und Orson Welles. Ihrer 2008 erschienenen Autobiografie ist – neben historischen, zum Teil kuriosen Details – zu entnehmen, dass etwa der junge und damals noch unbekannte Udo Jürgens zwischen ihren Auftritten Klavier spielte und sich damit ein paar Mark oder eine Gulaschsuppe verdiente. Der Münchener Künstler Ernst Eichinger bewohnte noch während seines Studiums und darüber hinaus die zum Lokal gehörende Wohnung (u. a. mit Petrus Schloemp und Herbert Kreil). Somit gehörte er über viele Jahre „zum Inventar“ des Lokals, das er häufig künstlerisch gestaltet hatte. Gisela selbst blieb ihm (ihrem „Picco“) bis ins hohe Alter freundschaftlich verbunden.
1965 heiratete Jonas in München den Tiroler Bauernburschen Luis Dialer (* 12. Juni 1912 in Tirol; † 6. Juni 1983 in Wallerstein, Bayern) und verbrachte mit ihm weitere zehn Jahre in Schwabing. Sie gab dann dem Drängen ihres Ehemannes nach und zog mit ihm nach Dinkelsbühl, wo sie Gastwirtin wurde. Nach dem Tod von Luis Dialer wohnte sie zunächst in Tirol, dann wieder in München.
Gisela Jonas-Dialer, die noch im Februar 2014 einen letzten öffentlichen Auftritt in der Schwabinger Galerie Roucka hatte, starb nach langer schwerer Krankheit am 25. Juli 2014 in ihrer Münchner Wohnung.  Sie wurde am 9. August 2014 auf dem Münchner Nordfriedhof bestattet.